# Or coloré
 (avril 2021).
Si vous disposez d'ouvrages ou d'articles de référence ou si vous connaissez des sites web de qualité traitant du thème abordé ici, merci de compléter l'article en donnant les références utiles à sa vérifiabilité et en les liant à la section « Notes et références ».
 (avril 2021).
La mise en forme du texte ne suit pas les recommandations de Wikipédia : il faut le « wikifier ».
Les points d'amélioration suivants sont les cas les plus fréquents :
- Les titres sont pré-formatés par le logiciel. Ils ne sont ni en capitales, ni en gras.
- Le texte ne doit pas être écrit en capitales (les noms de famille non plus), ni en gras, ni en italique, ni en « petit »…
- Le gras n'est utilisé que pour surligner le titre de l'article dans l'introduction, une seule fois.
- L'italique est rarement utilisé : mots en langue étrangère, titres d'œuvres, noms de bateaux, etc.
- Les citations ne sont pas en italique mais en corps de texte normal. Elles sont entourées par des guillemets français : « et ».
- Les listes à puces sont à éviter, des paragraphes rédigés étant largement préférés. Les tableaux sont à réserver à la présentation de données structurées (résultats, etc.).
- Les appels de note de bas de page (petits chiffres en exposant, introduits par l'outil «  Source ») sont à placer entre la fin de phrase et le point final[comme ça].
- Les liens internes (vers d'autres articles de Wikipédia) sont à choisir avec parcimonie. Créez des liens vers des articles approfondissant le sujet. Les termes génériques sans rapport avec le sujet sont à éviter, ainsi que les répétitions de liens vers un même terme.
- Les liens externes sont à placer uniquement dans une section « Liens externes », à la fin de l'article. Ces liens sont à choisir avec parcimonie suivant les règles définies. Si un lien sert de source à l'article, son insertion dans le texte est à faire par les notes de bas de page.
- La présentation des références doit suivre les conventions bibliographiques. Il est recommandé d'utiliser les modèles {{Ouvrage}}, {{Chapitre}}, {{Article}}, {{Lien web}} et/ou {{Bibliographie}}. Le mode d'édition visuel peut mettre en forme automatiquement les références.
- Insérer une infobox (cadre d'informations à droite) n'est pas obligatoire pour parachever la mise en page.

Pour une aide détaillée, merci de consulter Aide:Wikification.
Si vous pensez que ces points ont été résolus, vous pouvez retirer ce bandeau et améliorer la mise en forme d'un autre article.

Diagramme ternaire de différentes couleurs d'alliages Ag - Au - Cu

L'or pur est de couleur jaune légèrement rougeâtre. Des alliages d'or de différentes couleurs sont obtenus en ajoutant des quantités variables d'argent et de cuivre.
Les alliages d'or peuvent être classés en trois groupes:
- Alliages d'argent et de cuivre dans diverses proportions, produisant de l'or blanc, jaune, vert et rouge. Ce sont généralement des alliages malléables.
- Composés intermétalliques, produisant de l'or bleu et violet, ainsi que d'autres couleurs. Ceux-ci sont généralement cassants, mais peuvent être utilisés comme pierres précieuses et incrustations.
- Traitements de surface, tels que les couches d'oxydes.

L'or pur à "100%" (en pratique 99,9%) est de 24 carats. Par définition, tous ses alliages sont moins purs : généralement 18K (75%), 14K (58,5%), 10K (41,6%) ou 9K (37,5%).

## Les différents alliages

### Or blanc

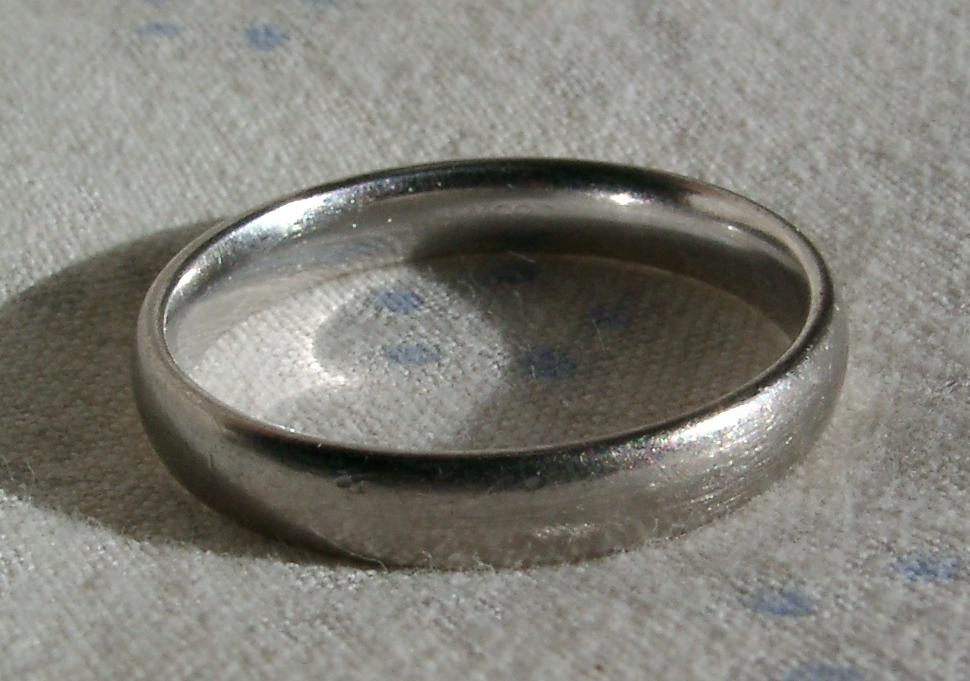
Alliance en or blanc rhodié

L'or blanc est un alliage d'or et d'au moins un métal blanc (généralement du nickel, de l'argent ou du palladium).
Les propriétés physico-chimiques de l'or blanc varient en fonction des proportions relatives de ses différents constituants. En conséquence, les alliages d'or blanc peuvent être utilisés à de nombreuses fins différentes:
Un alliage or-nickel est dur et solide et sera utilisé pour les anneaux
Un alliage or-palladium est plus ductile et sera utilisé pour le sertissage de pierres précieuses, parfois avec d'autres métaux. 
L'or dit «blanc» recouvre une large gamme de nuances de couleurs pâles, du jaune au rose. L'industrie de la bijouterie dissimule souvent ces nuances de couleurs par bain au rhodium ; par conséquent, la couleur de la plupart des bijoux en or blanc est due à la fine couche de rhodium qui les recouvre.
L'or blanc français est composé de 200 ‰ d'or et de 800 ‰ d'argent. Ailleurs en Europe, il est à 500 ‰, allié à 500 ‰ d'argent.
La résistance des alliages or-nickel-cuivre est le résultat de la formation de deux phases : une Au-Cu riche en or et une Ni-Cu riche en nickel.
Les alliages utilisés dans la bijouterie sont l'or-palladium-argent et l'or-nickel-cuivre-zinc. Le palladium et le nickel agissent comme agents de blanchiment principal et le zinc agit comme agent de blanchiment secondaire pour atténuer la couleur du cuivre.
Le nickel utilisé dans certains alliages d'or blanc peut provoquer une réaction allergique lorsqu'il est porté sur de longues périodes. Cette réaction, généralement une éruption cutanée due à une dermatite au nickel, survient chez environ une personne sur huit ; pour cette raison, de nombreux pays n'utilisent pas de nickel dans leurs formulations en or blanc.
L'or est rarement de l'or pur, même avant qu'un autre métal ne soit ajouté pour fabriquer un alliage d'or blanc, et contient souvent un alliage de mercure issu de sa production ; le mercure peut également provoquer une réaction allergique.

### Or jaune
Voici des exemples d'alliages courants pour l'or jaune 18 carats:
- Or jaune 18 carats : 75% or, 12,5% cuivre, 12,5% argent
- Or jaune 18 carats (plus foncé) : 75% or, 15% cuivre, 10% argent

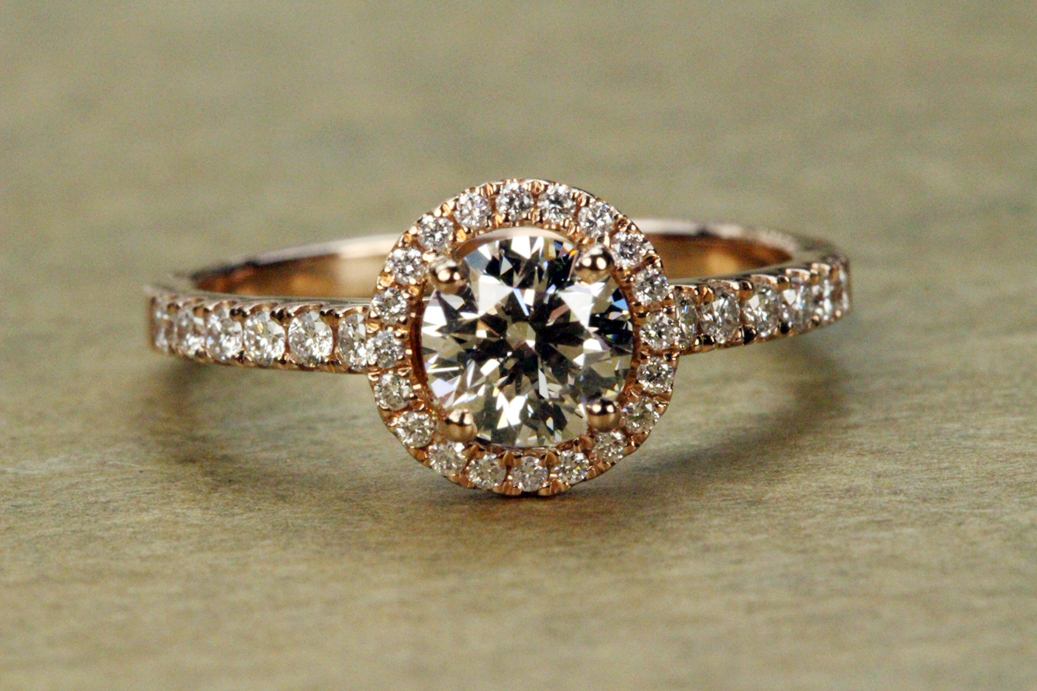
Bague de fiançailles en or rose et diamants

L'or rose est un alliage or-cuivre  largement utilisé pour la joaillerie. L'or rose était populaire en Russie au début du XIXe siècle et était également connu sous le nom d'or russe, bien que ce terme soit maintenant obsolète. Les bijoux en or rose sont de plus en plus populaires au XXIe siècle et sont couramment utilisés pour les alliances, les bracelets et autres bijoux.
Bien que les noms soient souvent utilisés de manière interchangeable, la différence entre l'or rouge, rose et "pink" est la teneur en cuivre : plus la teneur en cuivre est élevée, plus la coloration rouge est forte. L'or "pink" utilise le moins de cuivre, suivi de l'or rose, l'or rouge ayant la plus forte teneur en cuivre. Voici des exemples d'alliages courants pour l'or rose 18 carats, l'or rouge 18 carats, l'or "pink" 18 carats et l'or rouge 12 carats:
- Or rouge 18 carats : 75% or, 25% cuivre
- Or rose 18 carats : 75% or, 22,25% cuivre, 2,75% argent
- Or "pink" 18 carats : 75% or, 20% cuivre, 5% argent
- Or rouge 12 carats : 50% or et 50% cuivre

Jusqu'à 15% de zinc peuvent être ajoutés aux alliages riches en cuivre pour changer leur couleur en jaune rougeâtre ou jaune foncé. L'or rouge 14 carats, populaire au Moyen-Orient, contient 41,67% de cuivre.
L'or rose contenant la proportion d'or la plus élevée, appelé "crown gold", est de 22 carats.
parmi les alliages composés d’or, d’argent et de cuivre, le plus dur est l’or ”rose” de 18,1 carats (75,7% d’or et 24,3% de cuivre). Un alliage composé uniquement d’or et d’argent atteint sa dureté optimale à 15,5 carats (64,5% d’or et 35,5% d’argent). 
À une époque où les processus de fusion étaient mal maitrisés, l'or prenait souvent une couleur rougeâtre en raison d'impuretés. C'est pourquoi de nombreux textes gréco-romains, et même de nombreux textes du Moyen Âge, qualifient l'or de "rouge".[réf. nécessaire]

### Spangold
Breveté par la société MITEK, le Spangold est un alliage or-cuivre-aluminium ayant subi un traitement thermique, ce qui donne un effet pailleté par altération de sa structure cristalline.
L'alliage Un est chauffé dans une huile à 150–200°C pendant 10 minutes puis refroidi en dessous de 20°C.
Le choc thermique induit une transformation quasi martensitique et forme une surface scintillante recouverte de minuscules facettes.
Un alliage de 76% d'or, 19% de cuivre et 5% d'aluminium donne une couleur jaune ; l'alliage de 76% d'or, 18% de cuivre et 6% d'aluminium est rose.

### Or vert
L'or vert était connu des Lydiens dès 860 av. J.-C. sous le nom d'électrum : un alliage naturel d'argent et d'or. Il apparaît en fait comme jaune verdâtre plutôt que vert. Les émaux cuits adhèrent mieux à ces alliages qu'à l'or pur.
Du cadmium peut également être ajouté aux alliages d'or pour créer une couleur verte, mais son utilisation pose des problèmes de santé car le cadmium est très toxique. Un alliage de 75% d'or, 15% d'argent, 6% de cuivre et 4% de cadmium donne un alliage vert foncé.

### Or gris
Les alliages d'or gris sont généralement fabriqués à partir d'or et de palladium. Une alternative moins chère qui n'utilise pas de palladium consiste à ajouter de l'argent, du manganèse et du cuivre à l'or dans des proportions spécifiques.

## Composés intermétalliques
Tous les intermétalliques ont la structure cristalline de la fluorite ( CaF 2 ) et sont donc cassants. Un écart par rapport à la stœchiométrie entraîne une perte de couleur. Cependant, des compositions légèrement non stœchiométriques sont utilisées pour obtenir une microstructure à deux ou trois phases à grains fins avec une fragilité réduite. Une autre façon de réduire la fragilité consiste à ajouter une petite quantité de palladium, de cuivre ou d'argent.
Les composés intermétalliques ont tendance à avoir une faible résistance à la corrosion. Les éléments les moins nobles sont oxydés/corrodés, une couche de surface riche en or se forme. Le contact direct des éléments en or bleu ou violet avec la peau doit être évité car l'exposition à la sueur peut entraîner une oxydation du métal et une décoloration de la surface du métal.

### Or violet

Diagramme de phase or-aluminium

L'or violet (également appelé or améthyste) est un alliage d'or et d'aluminium riche en or-aluminium intermétallique (AuAl2). II contient environ 79% et peut donc être qualifié d'or 18 carats. L'or violet est plus cassant que les autres alliages d'or et un coup violent peut le faire éclater. Il est donc généralement usiné et facetté pour être utilisé comme une "pierre fine" dans les bijoux conventionnels plutôt que seul. 
À partir de 85% d'or, le matériau change de couleur et la couleur violette disparait.

### Or bleu
L'or bleu est un alliage d'or et de gallium ou d'indium. L'or-indium contient 46% d'or (environ 11 carats) et 54% d'indium, formant un intermétallique AuIn2. Décrit de couleur "bleu clair", AuIn 2 a des coordonnées de couleur CIE LAB de 79,-3.7,-4.2 qui se rapprochent du grisâtre. Avec le gallium, l'or forme un AuGa2 intermétallique (58,5% Au, 14 carats) qui a une teinte bleuâtre plus légère. Le point de fusion de AuIn2 est 541° C, pour AuGa2 c'est 492° C. AuIn2 est moins fragile que AuGa2, qui lui-même est moins fragile que AuAl2. 
Un placage d'or bleu peut être obtenu par un placage d'or suivi d'un placage d'indium avec une épaisseur de couche correspondant au rapport atomique 1:2. Un traitement thermique provoque alors la diffusion des métaux et la formation du composé intermétallique requis.

## Traitements de surface

### Or noir
L'or noir est utilisé dans les bijouteries,. L'or de couleur noire peut être produit par différentes méthodes:
- Patinage par application de composés contenant du soufre et de l'oxygène.
- Procédé de dépôt chimique en phase vapeur assisté par plasma impliquant du carbone amorphe
- Oxydation contrôlée de l'or contenant du chrome ou du cobalt (par exemple 75% d'or, 25% de cobalt [3]).

Une gamme de couleurs allant du brun au noir peut être obtenue sur des alliages riches en cuivre par traitement au sulfure de potassium.
Les alliages contenant du cobalt, par exemple 75% d'or avec 25% de cobalt, forment une couche d'oxyde noir après un traitement thermique à 700–950°C. Le cuivre, le fer et le titane peuvent également être utilisés pour un tel effet. L'alliage or-cobalt-chrome (75% d'or, 15% de cobalt, 10% de chrome) donne un oxyde de surface teinté olive en raison de la teneur en oxyde de chrome (III), il est environ cinq fois plus mince que Au-Co et a une meilleure résistance à l'usure. L'alliage or-cobalt est constitué de phases riches en or (environ 94% Au) et riches en cobalt (environ 90% Co); les grains de phase riches en cobalt sont capables de former une couche d'oxyde à leur surface.
Plus récemment, de l'or noir a été créé via des nanostructures en surface. Une impulsion laser femtoseconde déforme la surface du métal, créant une surface extrêmement rugueuse qui absorbe pratiquement toute la lumière incidente. Cette méthode est utilisée dans les applications de haute technologie plutôt que dans la bijouterie. La noirceur est due à l'excitation de plasmons de surface localisés qui crée une forte absorption dans une large gamme de résonance plasmonique. La largeur de la résonance plasmonique et la plage de longueurs d'onde d'absorption dépendent de l'interaction entre les différentes nanoparticules d'or.

### Or bleu
Des couches d'oxydes peuvent également être utilisées pour obtenir de l'or bleu à partir d'un alliage de 75% d'or, 24,4% de fer et 0,6% de nickel ; la couche se forme lors d'un traitement thermique entre 450 et 600° C.
Un or de couleur bleu saphir de 20–23K peut également être obtenu par alliage avec du ruthénium, du rhodium et trois autres éléments puis un traitement thermique à 1800° C, pour former la couche d'oxyde superficielle colorée de 3 à 6 micromètres d'épaisseur.